# Ahmad Abu Laban
Pour les articles homonymes, voir Laban.
Ahmad Abu Laban (en arabe : أحمد أبو لبن) (né en 1946 à Jaffa, Palestine et mort le 1er février 2007 à Copenhague, Danemark d'un cancer du poumon), fut le représentant de l'Organisation islamique du Danemark et l'imam de la mosquée de Nörport, à Copenhague.
En 1948, sa famille émigre en Égypte où il grandit. En 1969 il obtient son diplôme d'ingénieur en génie mécanique. En 1974, il épouse sa cousine Iman dont il aura sept enfants. Il étudie également la théologie musulmane avec des universitaires de différents pays musulmans. Il est employé de 1970 à 1982 dans l'industrie pétrolière dans le Golfe Persique et au Nigéria et de 1982 à 1984 comme contractant. Il a participé à plusieurs projets dans le domaine de l'éducation islamique dans diverses régions du Nigéria. Il émigre en 1984 au Danemark, où il vécut jusqu'à sa mort.

## Aujourd'hui
Ahmad Abu Laban travailla comme conseiller religieux avec la société islamique du Danemark. D'après le site de la société, il était un membre du "conseil de coordination des imams d'Europe.

## Controverses
Abu Laban est persona non grata aux Émirats arabes unis et en Égypte, pays qui le considèrent comme un islamiste. Il est connu dans les médias danois pour ses déclarations sur l'actualité danoise, sur certains hommes politiques et sur l'islamophobie d'une partie de la société danoise.

### Affaire des «caricatures de Mahomet»
Ahmed Abu Laban est le coauteur d'un dossier (ajoutant trois dessins aux douze publiés dans le Jyllands-Posten) présenté dans diverses capitales arabes en novembre 2005 pour demander un appui diplomatique à ses protestations, à la suite de la publication par le journal conservateur danois Jyllands-Posten de caricatures de Mahomet. Selon cette hypothèse, il aurait ainsi provoqué les crises diplomatiques puis médiatiques dites « des caricatures ». Cette version est toutefois rejetée par plusieurs journalistes et diplomates, ainsi que par l'intéressé[réf. nécessaire].
C'est de Toeger Seidenfaden, rédacteur en chef du journal Politiken (proche du centre-gauche, opposition) et de l'historien Rune Engelbreth Larsen, que viendront les principales critiques de la version gouvernementale. En réalisant la première enquête critique sur la crise, la plus grave au Danemark de l'après-guerre, ils mettent directement en cause le traitement de l'affaire du gouvernement libéral-conservateur d'Anders Fogh Rasmussen, considéré comme d'extrême-droite en Europe.
Selon les auteurs de La crise de la caricature. Historique et responsabilités, le gouvernement aurait « manipulé, avec un succès significatif, l'opinion publique » de son pays et aurait complètement « manqué de diplomatie ».
Dans une déclaration à l'Agence France-Presse, Toeger Seidenfaden explique que « le phénomène le plus extraordinaire qui a fait de cette affaire locale une crise mondiale, c'est le manque de diplomatie du gouvernement danois qui a refusé systématiquement tout dialogue avec le monde musulman ». Le chef du gouvernement danois avait en effet refusé à plusieurs reprises - dès octobre 2005 - de recevoir 11 ambassadeurs de pays musulmans à Copenhague qui souhaitaient s'entretenir avec lui des caricatures parues un mois plus tôt dans le quotidien Jyllands-Posten, ainsi que du climat ambiant considéré comme « hostile à l'Islam » au Danemark, comme le rapporte le quotidien Le Monde dans son édition du 14 juin 2006.
Cette enquête de 336 pages, basée sur plus de 4 000 documents selon l'AFP, a provoqué un scandale au Danemark où le gouvernement libéral-conservateur d'Anders Fogh Rasmussen a refusé toute commission d'enquête malgré les demandes de l'opposition. L'Imam Ahmed Abu Laban n'est pas ressorti blanchi pour autant de cette affaire. Des accusations de « double-discours » ont été portées contre lui et un sulfureux reportage de la télévision française France 2 a été réalisé sur ce personnage jusque-là inconnu en dehors du Danemark.